# Елберт (Техас)
Елберт (англ. Elbert) — переписна місцевість (CDP) в США, в окрузі Трокмортон штату Техас. Населення — 29 осіб (2020).

## Географія
Елберт розташований за координатами 33°16′29″ пн. ш. 99°0′8″ зх. д. / 33.27472° пн. ш. 99.00222° зх. д. (33.274758, -99.002109).  За даними Бюро перепису населення США в 2010 році переписна місцевість мала площу 15,58 км², уся площа — суходіл.

## Демографія
Згідно з переписом 2010 року, у переписній місцевості мешкало 30 осіб у 13 домогосподарствах у складі 11 родини. Густота населення становила 2 особи/км².  Було 17 помешкань (1/км²).
Расовий склад населення:
| - 96,7 % — білих - 3,3 % — корінних американців |

До двох чи більше рас належало 0,0 %. Частка іспаномовних становила 0,0 % від усіх жителів.
За віковим діапазоном населення розподілялося таким чином: 13,3 % — особи молодші 18 років, 40,0 % — особи у віці 18—64 років, 46,7 % — особи у віці 65 років та старші. Медіана віку мешканця становила 58,5 року. На 100 осіб жіночої статі у переписній місцевості припадало 100,0 чоловіків;  на 100 жінок у віці від 18 років та старших — 100,0 чоловіків також старших 18 років.
Цивільне працевлаштоване населення становило 22 особи. Основні галузі зайнятості: сільське господарство, лісництво, риболовля — 90,9 %, освіта, охорона здоров'я та соціальна допомога — 9,1 %.